# Heteroxenia pinnata
Heteroxenia pinnata is een zachte koraalsoort uit de familie Xeniidae. De koraalsoort komt uit het geslacht Heteroxenia. Heteroxenia pinnata werd in 1933 voor het eerst wetenschappelijk beschreven door Roxas. 